# Villar de Fallaves
Villar de Fallaves község Spanyolországban,  Zamora tartományban. Villar de Fallaves Villamayor de Campos községgel határos. Lakosainak száma 49 fő (2024).

## Népesség
A település népessége az utóbbi években az alábbiak szerint változott:
| Lakosok száma | 105  | 96   | 105  | 80   | 62   | 56   | 46   | 45   | 46   | 49   |
|               | 2001 | 2004 | 2007 | 2009 | 2012 | 2014 | 2017 | 2019 | 2022 | 2024 |